# Мішарі ібн Абдур-Рахман
Мішарі ібн Абдур-Рахман (араб. مشاري بن عبد الرحمن بن حسن بن مشاري آل سعود; бл. 1786/1787 — 1834) — 2-й емір Неджду з 9 до 28 травня 1834 року.

## Життєпис
Походив з династії Саудитів. Праонук дірійського еміра Сауда I, онук Мішарі, син Абдур-Рахмана (Абд ар-Рахмана). Після поразки Дірійського емірату у 1818 році потрапив у полон, був відвезений до Єгипту.
1824 року зумів втекти до Неджду, де у 1825 році отримав від еміра Туркі посаду намісника Манфухі. 1831 року він повстав проти еміра, але його не отримав підтримки серед племен шейхів Ель-Касима. Тому Мішарі втік до Хіджазу. Невдовзі Туркі пробачив його, і 1832 року той повернувся до Ер-Ріяду.
У 1834 році, скориставшись тим, що частина недждійської армії на чолі із сином еміра Фейсалом вирушила на війну з Бахрейном, Мішарі організував вбивство Туркі, внаслідок чогойого прихильник Ібрагім ібн Хамза вбив Туркі з пістолету. За цим з'явився з оголеною шаблею і зажадав від населення скласти йому присягу.
Дізнавшись про загибель батька, Фейсал спішно зібрав у Хуфуфі своїх прихильників, котрі визнали його законним імамом. Мішарі не врахував швидкості дій останнього, був зненацька захоплений наступом Фейсала. У ніч проти 28 травня той увійшов до столиці. Мішарі з 150 прихильників отаборився у фортеці. У них було достатньо продовольства, і вони могли б триматися довго, але хтось із оточення еміра виявився зрадником і впустив Фейсала у фортецю. Мішарі був схоплений і страчений.